# توماس جاي كامبل
توماس جاي كامبل (بالإنجليزية: Thomas J. Campbell)‏ هو مدير فني أمريكي، ولد في 27 أكتوبر 1886 في غاردنر في الولايات المتحدة، وتوفي في 18 فبراير 1972 في ناتيك في الولايات المتحدة.